# نادي نام دينه
نادي نام دينه لكرة القدم (بالفيتنامية: Câu lạc bộ bóng đá Thép Xanh-Nam Định)، هو نادٍ فيتنامي محترف لكرة القدم مقره في نام دنه. ويشارك في الفئة الأولى من الدوري الفيتنامي.

## تاريخ النادي
يعود تاريخ نادي نام دينه لكرة القدم إلى فترة الاستعمار الفرنسي، حيث كان يُعرف باسم "كوتونكين" وحقق بطولتين في تلك الفترة. تأسس النادي بشكل رسمي عام 1965 باسم "شباب نام ها"، ثم تغير اسمه عدة مرات على مر السنين. شهد النادي نجاحات مبكرة، وشارك في الدوري الفيتنامي للمرة الأولى في موسم 1982-1983 حيث بعد ذلك بعامين حقق أول ألقابه في الدوري الفيتنامي الممتاز. وحقق النادي لقبًا آخر عام 2007، بفوزه في نهائي كأس فيتنام. الذي تأهل من خلاله إلى دوري أبطال آسيا 2008، ولم يتمكن من تحقيق أي فوز في دور المجموعات، واكتفى بتعادل على أرضه أمام الفريق التايلاندي كرونغ تاي بانك. ومع ذلك، مر النادي بفترات صعود وهبوط، وشهد هبوطًا إلى الدرجات الأدنى في بعض المواسم. في السنوات الأخيرة، استقر أداء النادي وتحسن بشكل ملحوظ. وفي موسم 2023-2024، توج النادي بلقب الدوري الفيتنامي. 

## روابط خارجية
لا توجد روابط لمواقع التواصل الاجتماعي.